# Pogogyne
Pogogyne  é um gênero botânico da família Lamiaceae

## Espécies
- Pogogyne abramsii
- Pogogyne clareana
- Pogogyne douglasii
- Pogogyne floribunda
- Pogogyne nudiuscula
- Pogogyne serpylloides
- Pogogyne zizyphoroides